# Skagen Bamsemuseum
Skagen Bamsemuseum blev indviet i august 1998 og er Skandinaviens første og eneste bamsemuseum. Bamsemuseet består af en lille butik samt to små etager med museum. Museet er bygget op af små montrer, hvoraf hver montre fortæller en lille historie eller viser et miljø f.eks. findes en byggeplads med butik, arbejdere og en lille blandemaskine, eller H.C. Andersens eventyr Kejserens nye klæder i bamseform.
Diana Benneweis har skabt Cirkus Bamseweis i museets stueetage, hvori man både kan finde gamle optrækkerbamser, et bamseorkester og en sliksælger i miniature. Bamsemuseet har udstillet mange kendte menneskers bamser. Bl.a.  Holger Juul Hansen, Tom Kristensen, Tage Frandsen, Else Marie Bukdahl og Sigurd Barrett. Derudover har billedkunstner Bjørn Nørgaard også skabt Lykkebjørn til Bamsemuseet, som er placeret ved Bamsemuseets indgang og John Bredahl har skabt Hjertebamse som er placeret i Bamsemuseets have.
Igennem Foreningen for Bamsemuseets Venner har Bamsemuseet doneret til kræftsyge børn, heriblandt Skejby Sygehus, Aalborg Sygehus samt Odense Universitetshospital.

## Særudstillinger
Hvert år i december udstiller Bamsemuseet på ARoS Kunstmuseum i Århus. Som regel er det en fortolkning af den skiftende udstilling på ARoS og Bamsemuseet har således lavet følgende udstillinger i børneafsnittet i kronologisk rækkefølge fra 2005 til i dag: H.C. Andersens eventyr, Mariko Mori, Cosmic Bears, Sociale bænke (Jeppe Hein), How to hunt, Regnbue, Edvard Munch og Pas de deux Royal.
Bamsemuseet har ydermere udstillet på Kunsten i Aalborg, Gallerie Rasmus i Odense samt i Skagen.

## Særlige tiltag

### Stakkels bamse
I 2003 lavede Bjørn Nørgaard (kunstner, billedhugger og formand for Foreningen for Bamsemuseets Venner) Stakkels bamse (Poor Teddy Bear) i gips til fordel for aidsramte børn. Efter en række udstillinger købte Skagen Bamsemuseum Stakkels bamse og har den nu udstillet i Skagen.

### Lykkebjørn
I 2005 bad Skagen Bamsemuseum Bjørn Nørgaard om at lave en "Lykkebjørn", og da han d. 21. december fremviste han sin første skitse for børn og personale ved Skejby Sygehus, kunne han fortælle følgende: "Bamsen har fire hjerter, deraf to i panden, for bamser tænker med hjertet og man kan ikke få for meget kærlighed."[kilde mangler]
Lykkebjørnen blev lanceret i 2005, som en blød bamse som blev solgt til fordel for kræftsyge børn på Skejby Sygehus. Sidenhen indvilligede Nørgaard i at lave en Lykkebjørn-skulptur til at stå på kræftafdelingen for børn på Skejby Sygehus (A20).
Den 21. december 2005 kunne Bjørn Nørgaard fremvise sin skitse af Lykkebjørnen på ARoS, hvor Bamsemuseet for første gang havde fået lov at udstille. 20 små Lykkebjørne blev lavet i alt, hvoraf nr. 1 blev givet til afdeling A20. I sommeren 2013 blev 19 små Lykkebjørne i bronze sat til salg til fordel for kræftsyge børn på Skejby Sygehus afd. A20. 1. August blev der afholdt fernisering af Lykkebjørnen på Skagen Bamsemuseum, hvor bl.a. Nørgaard, Else Marie Bukdahl (næstformand for Bamsemuseets venner) og Elsebeth Gerner Nielsen deltog.
I 2010 modtog Skagen Bamsemuseum sangeren René Dif, som gik fra København til Skagen for at samle penge ind til kræftsyge børn. Han fik i den anledning overrakt en Lykkebjørn.